# 中道寺 (杉並区)
中道寺（ちゅうどうじ）は、東京都杉並区荻窪にある日蓮宗の寺院。大光山千葉院。願成の祖師、黒眼の祖師として知られる黒目の日蓮上人像を本尊とする。旧本山は小湊山誕生寺、通師・堀之内法縁。伝伝教大師作鬼子母神像を祀る。

## 歴史
天正10年（1582年）大光院日道の草庵として建立。元和2年（1616年）弟子の日法が改称。寛永13年（1636年）宇田川茂右衛門が旧主下総千葉氏の菩提供養に土地を寄進し伽藍が整備された。

## 境内
- 山門　安永2年（1773年）建立[2]。鐘楼を兼ねた鐘楼門[2]。
- 本堂
- 鬼子母神堂
- 妙王稲荷　中田加賀守（関東管領上杉顕定の家臣）の守護神で、大正時代に奉安されたもの[2]。
- 不動堂
  - 不動尊石碑　宝暦6年（1756年）銘[2]。熱病を鎮めるために造られた[2]。
- 中堂寺会館

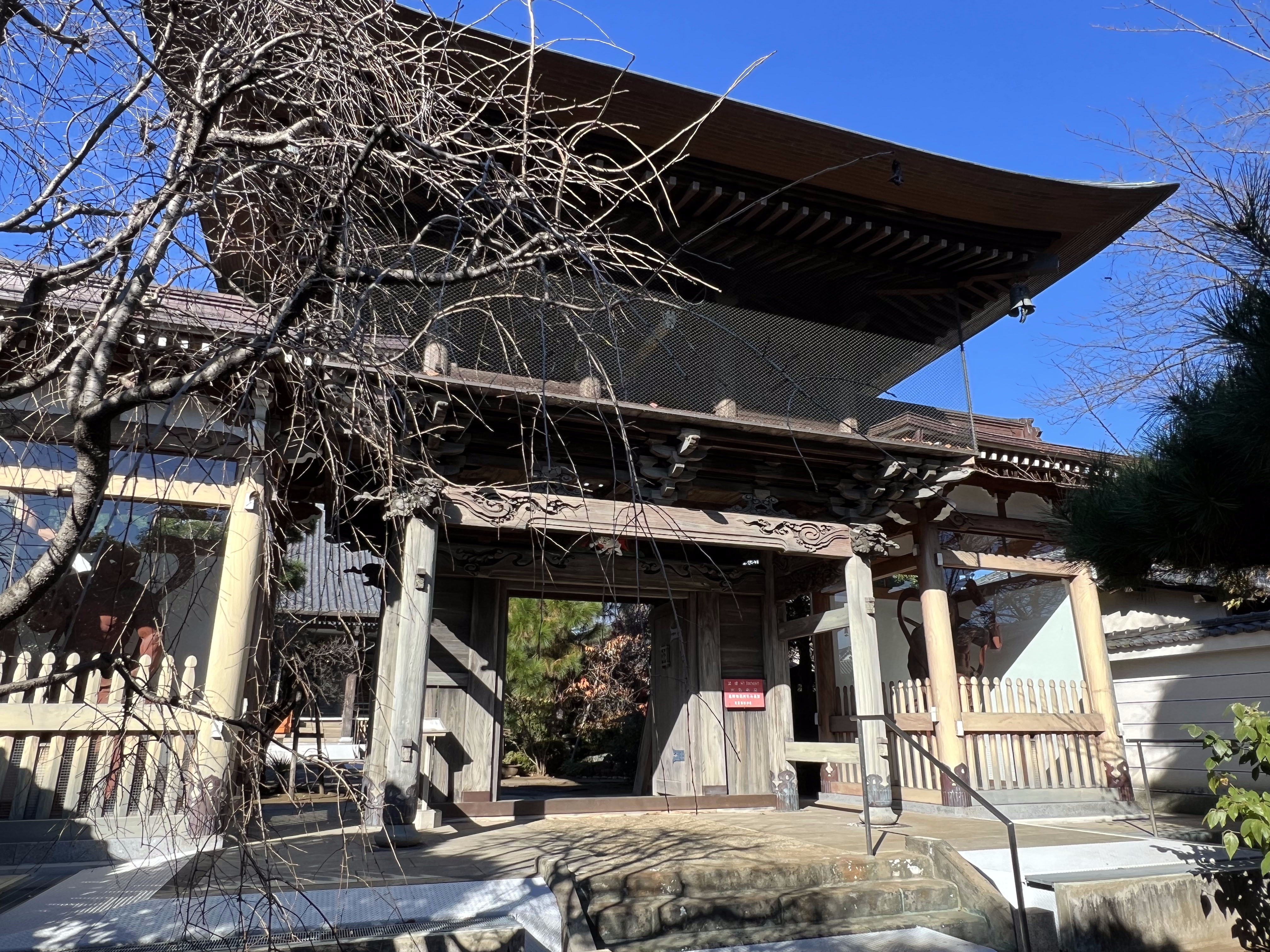
鐘楼門
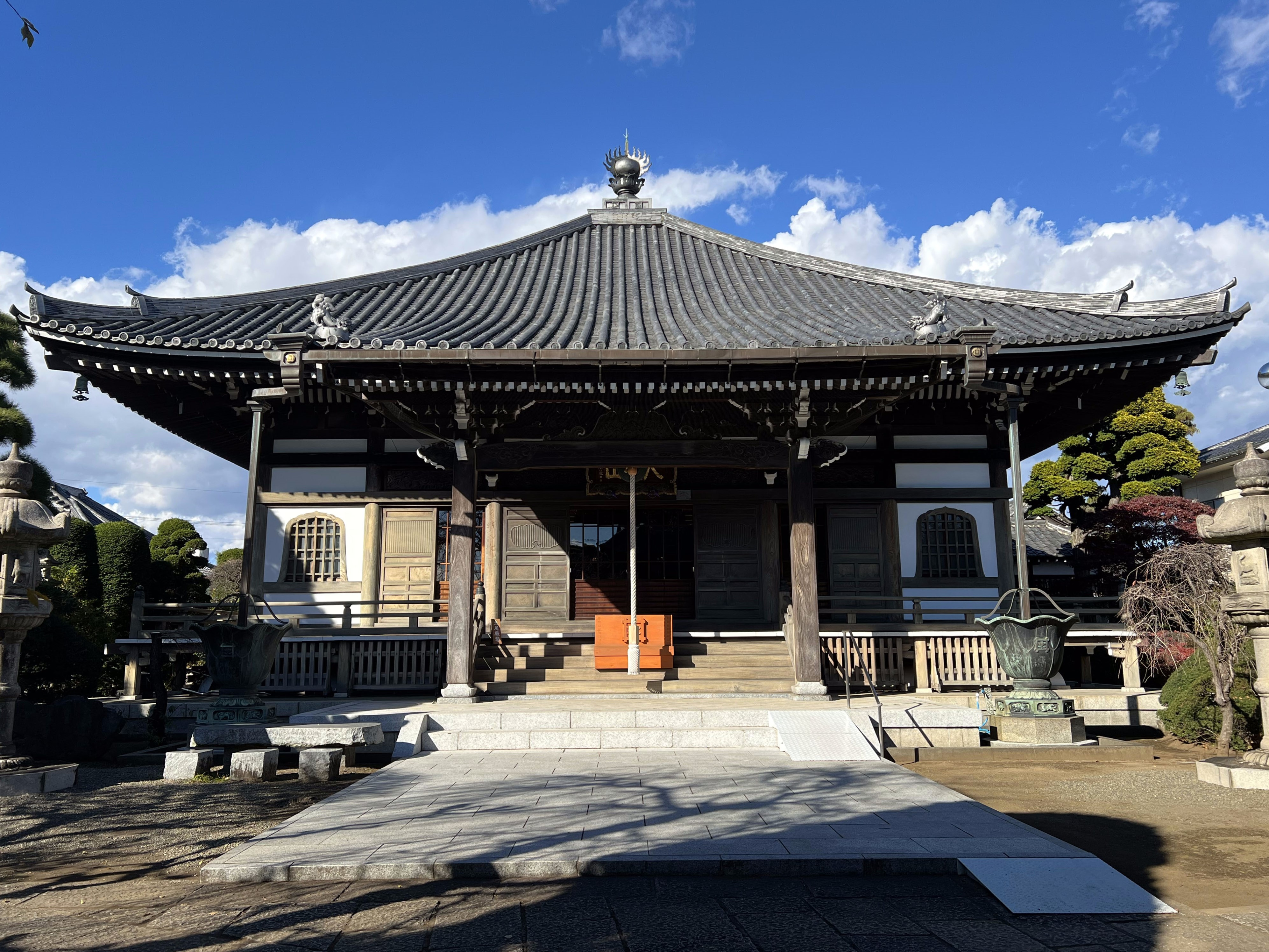
本堂
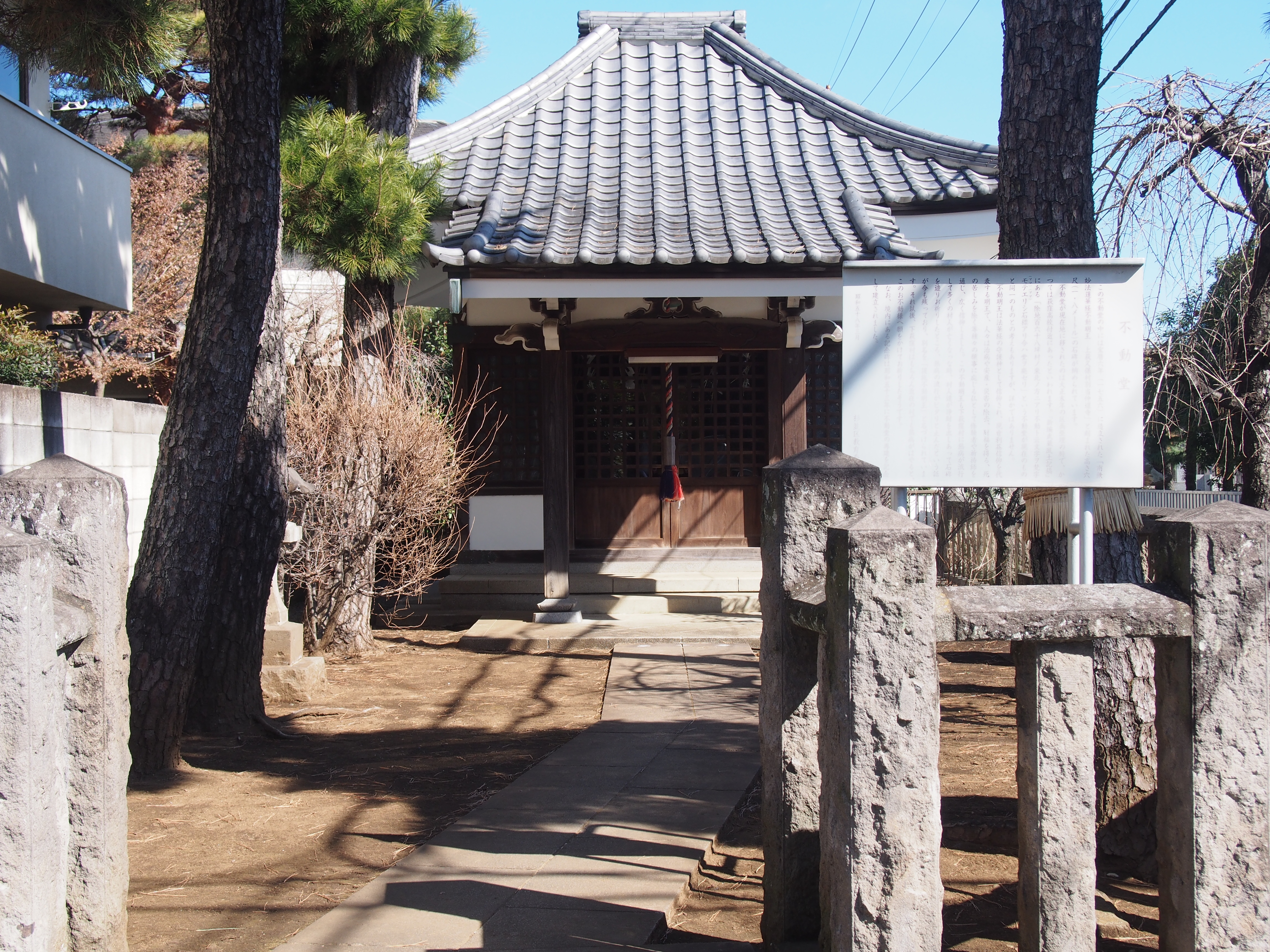
境外仏堂である荻窪不動堂

## 交通
- 中央線快速・東京メトロ丸ノ内線荻窪駅より徒歩15分
- 荻窪駅よりバス(関東バス　荻51荻53荻54荻56荻58系統)「川南」下車

## 参考資料
- 日蓮宗寺院大鑑編集委員会『宗祖第七百遠忌記念出版 日蓮宗寺院大鑑』大本山池上本門寺 (1981年)
- 杉並区教育委員会『新修 杉並の寺院』杉並区教育委員会（2009年）
- 「下荻窪村 中道寺」『新編武蔵風土記稿』 巻ノ123多磨郡ノ35、内務省地理局、1884年6月。NDLJP:763995/21。
- “16　中道寺　【寺院】（荻窪2丁目25番1号）”. 杉並区公式ホームページ (2016年1月18日). 2021年1月18日閲覧。